# Franz von Alten
Franz Carl Victor von Alten (* 21. Oktober 1812 in Deensen bei Stadtoldendorf; † 24. März 1889) war Offizier und Mitglied des Deutschen Reichstags.

## Leben
Alten besuchte zuerst die Schule in Holzminden und dann die Ritter-Akademie in Lüneburg. Als Kadett trat er in das königlich hannoversche 1. Jägerbataillon in Göttingen ein. Später war er Offizier im 2. Jägerbataillon Einbeck und Brigade- und Divisions-Adjutant. Er erhielt eine Jäger-Kompagnie beim 1. Jägerbataillon, welches in Goslar stand. Als Major war er Kommandeur des 1. Bataillons des 6. Infanterie-Regiments. 1865 wurde er Kommandeur des königlich Hannoverschen Garde-Regiments, dessen Tradition mit der Annexion Hannovers durch Preußen 1866 erlosch. Alten weigerte sich, in preußische Dienste zu treten, nahm als 53-jähriger Oberstleutnant seinen Abschied und lebte seitdem als Pensionär in Hannover.
Von 1884 bis 1887 war er Mitglied des Deutschen Reichstags für den Wahlkreis Provinz Hannover 13 (Goslar, Zellerfeld, Ilfeld) und die Deutsch-Hannoversche Partei.